# Дриженко Анатолій Юрійович
Анатолій Юрійович Дриженко (3 травня 1937 — 3 вересня 2021, м. Дніпро) — український вчений в галузі гірництва, доктор технічних наук, професор.
Професор кафедри відкритих гірничих робіт Національного гірничого університету (м. Дніпро). Заслужений винахідник України, лауреат Державної премії України в галузі науки і техніки, лауреат премії Національного гірничого університету України в галузі освіти і науки, академік Академії гірничих наук України. Член редакційної колегії «Гірничої енциклопедії».
Наукові зацікавлення: проблеми відпрацювання крутоспадаючих залізорудних і буровугільних родовищ на великих глибинах зі складуванням порід розкриву у виробленому просторі кар'єрів.

## Життєпис
Народився 3 травня 1937 року. У 1965 році закінчив Дніпропетровський гірничий інститут за спеціальністю «Розробка родовищ корисних копалин». Учень професора Михайла Новожилова.
1965—1972 роки — робота в науково-дослідному секторі Дніпропетровського гірничого інституту на інженерних та наукових посадах.
1972—1992 роки — завідувач галузевою лабораторією, 1992—1996 роках — завідувач кафедри відкритих гірничих робіт, у 2014 році — професор цієї ж кафедри.
Читав курси лекцій з дисциплін: «Основи наукових досліджень»; «Технологія відкритої розробки родовищ корисних копалин»; «Рекультивація земель, що порушені відкритими розробками».
Під керівництвом професора Дриженка А. Ю. захищено 11 кандидатських і 2 докторські дисертації. Член Ради ДВНЗ «НГУ» та ТУ «КПІ» із захисту докторських дисертацій.
Входив до редакційної колегії «Малої гірничої енциклопедії» (2004—2013 рр.).

## Творчий доробок
Анатолію Юрійовичу Дриженку належать понад 420 опублікованих науково-методичних робіт, серед яких 17 монографій, 2 підручника та 6 навчальних посібників, серед яких:
- Восстановление земель при горных разработках / А. Ю. Дриженко. — Москва: Недра, 1985. — 240 с.
- Вскрытие глубоких горизонтов карьеров / А. Ю. Дриженко, В. П. Мартыненко, В. И. Симоненко и др.; под ред. проф., д-ра техн. наук А. Ю. Дриженко. — Москва: Недра, 1994. — 288 с.
- Применение мощных роторных комплексов для строительства глубоких карьеров // Сборник научных трудов Национального горного университета Украины. — 2004. — Т. 5. — № 19 (співавтор).
- Горнотранспортные схемы складирования пород вскрыши в выработанном пространстве глубоких карьеров / А. Ю. Дриженко, Г. В. Козенко, В. Н. Домничев, В. Ф. Черконос // Металлургическая и горнорудная промышленность. — 2005. — № 3 — С. 75—78.
- Карьерные технологические горнотранспортные системы: монография / А. Ю. Дриженко. — Днепропетровск: ДВНЗ «НГУ», 2011. — 542 с.
- Відкриті гірничі роботи: терміни та їх визначення: навчальний посібник / А. Ю. Дриженко, О. О. Шустов. — Дніпропетровськ: НГУ, 2010. — 167 с.
- Відкриті гірничі роботи: підручник / А. Ю. Дриженко. — Дніпропетровськ: ДВНЗ «НГУ», 2014. — 590 с.
- Нікіфорова Н. А. Встановлення придатності використання порід розкриву буровугільних кар'єрів у будівельній галузі / Н. А. Нікіфорова, А. Ю. Дриженко, І. Л. Сафронов, В. І. Стецюк // Мости та тунелі: теорія, дослідження, практика. — 2012. — Вип. 1. — С. 65—68.

Також має 112 патентів і свідоцтв на винаходи, з яких 22 втілені на гірничорудних підприємствах з великим економічним ефектом. Має державні і галузеві нагороди.